# Heinz John (Tischtennisspieler)
Heinz John (* 18. November 1935) ist ein ehemaliger deutscher Tischtennisspieler der DDR. Anfang der 1960er Jahre gehörte er zu den besten DDR-Spielern und nahm an einer Weltmeisterschaft teil.

## Werdegang
John wurde von 1960 bis 1964 fünf Mal in Folge mit dem SC Lokomotive Leipzig bzw. dem SC Leipzig DDR-Mannschaftsmeister. 1961 war er am Erreichen des Europapokal-Endspiels beteiligt. 
Bei den DDR-Meisterschaften erreichte er mehrmals das Halbfinale:
- 1961 im Mixed mit Brigitte Lantzsch
- 1962 im Doppel mit Wolfgang Viebig
- 1963 im Doppel mit Wolfgang Viebig und im Mixed mit Rosita Löhlein
- 1964 im Doppel mit Bernd Pornack

1963 wurde John für die Weltmeisterschaft nominiert. Hier schied er sowohl im Einzel (gegen Ma Chin-pao (China)) als auch im Doppel (gegen Ludvík Vyhnanovský/Jaroslav Kunz (CSSR)) in der ersten Runde aus. Am Mixedwettbewerb nahm er nicht teil. Mit der DDR-Herrenmannschaft kam er auf Platz neun.
Mitte der 1970er Jahre amtierte John als Generalsekretär des DDR-Tischtennisverbandes DTTV.

## Turnierergebnisse
| Verband | Veranstaltung     | Jahr | Ort  | Land | Einzel     | Doppel     | Mixed        | Team |
| ------- | ----------------- | ---- | ---- | ---- | ---------- | ---------- | ------------ | ---- |
| GDR     | Weltmeisterschaft | 1963 | Prag | TCH  | letzte 256 | letzte 128 | keine Teiln. | 9    |